# Флек, Джон
Джон Алекса́ндер Флек (англ. John Alexander Fleck; родился 24 августа 1991, Глазго, Шотландия) — шотландский футболист, полузащитник футбольного клуба Честерфилд и сборной Шотландии.

## Клубная карьера
Воспитанник клуба «Рейнджерс». В сезоне 2010/11 стал основным полузащитником клуба, но когда клуб погряз в финансовых проблемах, Флек был отдан в аренду в «Блэкпул», где провел полгода, а после возвращения из аренды он стал не нужен своему родному клубу. 4 июля 2012 года Джон подписал контракт с «Ковентри Сити», таким образом, разорвав контракт с глазговским клубом.

## Карьера в сборной
19 мая 2021 года был включён в официальную заявку сборной Шотландии для участия в матчах чемпионата Европы 2020 года, а также в товарищеских матчах против сборных Нидерландов и Люксембурга (2 и 6 июня 2021 года соответственно).